# MHM-93 Chișinău
MHM-93 Chișinău a fost un club de fotbal din Chișinău, Republica Moldova. Echipa a fost fondată în 1993, și s-a desființat în 1997 din probleme financiare. Între 1994 și 1997 MHM-93 Chișinău a jucat în Divizia Națională, eșalonul superior din fotbalul moldovenesc.